# Distretto di Adansi Sud
Il distretto di Adansi Sud (ufficialmente Adansi South District, in inglese) è un distretto della regione di Ashanti del Ghana.